# 김민규 (루지 선수)
김민규(1983년 8월 11일~)는 대한민국의 루지 선수로, 1999년과 2006년 동계 올림픽에 참가했다.
현2024.11.14)연무대 예비군부대 대대장(중령)으로 취임